# Primera División 2005/06
Die Primera División 2005/06 war die 75. Spielzeit der höchsten spanischen Fußballliga. Sie startete am 27. August 2005 und endete am 20. Mai 2006.
Titelverteidiger FC Barcelona wurde zum 18. Mal spanischer Meister.

## Vor der Saison
- Als Titelverteidiger ging der 17-malige Meister FC Barcelona ins Rennen. Letztjähriger Vizemeister wurde Real Madrid.
- Aufgestiegen aus der Segunda División sind der FC Cádiz, Celta Vigo und Deportivo Alavés.

## Vereine
| Verein              | Stadt             | Stadion                         |
| ------------------- | ----------------- | ------------------------------- |
| FC Barcelona        | Barcelona         | Camp Nou                        |
| Espanyol Barcelona  | Barcelona         | Olympiastadion Barcelona        |
| Athletic Bilbao     | Bilbao            | Estadio San Mamés               |
| FC Cádiz            | Cádiz             | Estadio Ramón de Carranza       |
| FC Getafe           | Getafe            | Coliseum Alfonso Pérez          |
| Deportivo La Coruña | A Coruña          | Estadio Riazor                  |
| Real Madrid         | Madrid            | Estadio Santiago Bernabéu       |
| Atlético Madrid     | Madrid            | Estadio Vicente Calderón        |
| CD Málaga           | Málaga            | Estadio La Rosaleda             |
| RCD Mallorca        | Palma de Mallorca | ONO Estadi                      |
| CA Osasuna          | Pamplona          | Estadio El Sadar                |
| Real Sociedad       | San Sebastián     | Estadio Anoeta                  |
| Racing Santander    | Santander         | Campos de Sport de El Sardinero |
| Real Saragossa      | Saragossa         | La Romareda                     |
| Betis Sevilla       | Sevilla           | Estadio Manuel Ruiz de Lopera   |
| FC Sevilla          | Sevilla           | Estadio Ramón Sánchez Pizjuán   |
| FC Valencia         | Valencia          | Estadio Mestalla                |
| Celta Vigo          | Vigo              | Estadio Balaídos                |
| FC Villarreal       | Villarreal        | Estadio El Madrigal             |
| Deportivo Alavés    | Vitoria-Gasteiz   | Estadio Mendizorrotza           |

## Abschlusstabelle
| Pl. | Verein               | Sp. | S  | U  | N  | Tore    | Diff. | Punkte |
| --- | -------------------- | --- | -- | -- | -- | ------- | ----- | ------ |
| 1.  | FC Barcelona (M)     | 38  | 25 | 7  | 6  | 080:350 | +45   | 82     |
| 2.  | Real Madrid          | 38  | 20 | 10 | 8  | 070:400 | +30   | 70     |
| 3.  | FC Valencia          | 38  | 19 | 12 | 7  | 058:330 | +25   | 69     |
| 4.  | CA Osasuna           | 38  | 21 | 5  | 12 | 049:430 | +6    | 68     |
| 5.  | FC Sevilla           | 38  | 20 | 8  | 10 | 054:390 | +15   | 68     |
| 6.  | Celta Vigo (N)       | 38  | 20 | 4  | 14 | 045:330 | +12   | 64     |
| 7.  | FC Villarreal        | 38  | 14 | 15 | 9  | 050:390 | +11   | 57     |
| 8.  | Deportivo La Coruña  | 38  | 15 | 10 | 13 | 047:450 | +2    | 55     |
| 9.  | FC Getafe            | 38  | 15 | 9  | 14 | 054:490 | +5    | 54     |
| 10. | Atlético Madrid      | 38  | 13 | 13 | 12 | 045:370 | +8    | 52     |
| 11. | Real Saragossa       | 38  | 10 | 16 | 12 | 046:510 | −5    | 46     |
| 12. | Athletic Bilbao      | 38  | 11 | 12 | 15 | 040:460 | −6    | 45     |
| 13. | RCD Mallorca         | 38  | 10 | 13 | 15 | 037:510 | −14   | 43     |
| 14. | Betis Sevilla (P)    | 38  | 10 | 12 | 16 | 034:510 | −17   | 42     |
| 15. | Espanyol Barcelona   | 38  | 10 | 11 | 17 | 036:560 | −20   | 41     |
| 16. | Real Sociedad        | 38  | 11 | 7  | 20 | 048:650 | −17   | 40     |
| 17. | Racing Santander     | 38  | 9  | 13 | 16 | 036:490 | −13   | 40     |
| 18. | Deportivo Alavés (N) | 38  | 9  | 12 | 17 | 035:540 | −19   | 39     |
| 19. | FC Cádiz (N)         | 38  | 8  | 12 | 18 | 036:520 | −16   | 36     |
| 20. | FC Málaga            | 38  | 5  | 9  | 24 | 036:680 | −32   | 24     |

Platzierungskriterien: 1. Punkte – 2. Direkter Vergleich (Punkte, Tordifferenz, geschossene Tore) – 3. Tordifferenz – 4. geschossene Tore

| (M) | amtierender Meister              |
| (P) | amtierender Pokalsieger          |
| (N) | Neuaufsteiger der letzten Saison |

## Kreuztabelle
| 2005/06             | FC Barcelona | Real Madrid | FC Valencia | CA Osasuna | FC Sevilla | Celta Vigo | FC Villarreal | Deportivo La Coruña | FC Getafe | Atlético Madrid | Real Saragossa | Athletic Bilbao | RCD Mallorca | Betis Sevilla | Espanyol Barcelona | Real Sociedad | Racing Santander | Deportivo Alavés | FC Cádiz | CD Málaga |
| ------------------- | ------------ | ----------- | ----------- | ---------- | ---------- | ---------- | ------------- | ------------------- | --------- | --------------- | -------------- | --------------- | ------------ | ------------- | ------------------ | ------------- | ---------------- | ---------------- | -------- | --------- |
| FC Barcelona        |              | 1:1         | 2:2         | 3:0        | 2:1        | 2:0        | 1:0           | 3:2                 | 3:1       | 1:3             | 2:2            | 2:1             | 2:0          | 5:1           | 2:0                | 5:0           | 4:1              | 2:0              | 1:0      | 2:0       |
| Real Madrid         | 0:3          |             | 1:2         | 1:1        | 4:2        | 2:3        | 3:3           | 4:0                 | 1:0       | 2:1             | 1:0            | 3:1             | 4:0          | 0:0           | 4:0                | 1:1           | 1:2              | 3:0              | 3:1      | 2:1       |
| FC Valencia         | 1:0          | 0:0         |             | 2:0        | 0:2        | 2:0        | 1:1           | 2:2                 | 1:1       | 1:1             | 2:2            | 1:1             | 3:0          | 1:0           | 4:0                | 2:1           | 1:1              | 3:0              | 5:3      | 2:1       |
| CA Osasuna          | 2:1          | 0:1         | 2:1         |            | 1:0        | 2:0        | 2:1           | 1:2                 | 0:4       | 2:1             | 1:1            | 3:2             | 1:0          | 0:2           | 2:0                | 2:0           | 1:1              | 3:2              | 2:0      | 1:1       |
| FC Sevilla          | 3:2          | 4:3         | 1:0         | 0:1        |            | 1:0        | 2:0           | 0:2                 | 3:0       | 0:0             | 1:1            | 2:1             | 1:1          | 1:0           | 1:1                | 3:2           | 1:0              | 2:0              | 0:0      | 3:1       |
| Celta Vigo          | 0:1          | 1:2         | 0:1         | 2:0        | 2:1        |            | 1:0           | 0:3                 | 1:0       | 2:1             | 4:0            | 0:1             | 2:0          | 2:1           | 1:0                | 1:0           | 0:1              | 2:1              | 2:0      | 2:0       |
| FC Villarreal       | 0:2          | 0:0         | 1:0         | 2:1        | 1:1        | 1:2        |               | 1:1                 | 2:1       | 1:1             | 0:0            | 3:1             | 3:0          | 1:2           | 4:0                | 0:2           | 2:0              | 3:2              | 1:1      | 2:1       |
| Deportivo La Coruña | 3:3          | 3:1         | 0:1         | 0:1        | 0:0        | 0:2        | 0:2           |                     | 1:0       | 1:0             | 1:1            | 1:2             | 2:2          | 1:1           | 1:2                | 0:1           | 2:0              | 0:2              | 1:0      | 2:1       |
| FC Getafe           | 1:3          | 1:1         | 2:1         | 0:0        | 1:0        | 1:1        | 1:1           | 1:2                 |           | 0:3             | 5:2            | 1:1             | 1:1          | 1:0           | 5:0                | 2:1           | 1:2              | 2:2              | 3:1      | 3:2       |
| Atlético Madrid     | 2:1          | 0:3         | 0:0         | 0:1        | 0:1        | 0:3        | 1:1           | 3:2                 | 0:1       |                 | 0:0            | 1:0             | 0:1          | 1:1           | 1:1                | 1:0           | 2:1              | 1:1              | 3:0      | 5:0       |
| Real Saragossa      | 0:2          | 1:1         | 2:2         | 3:1        | 0:2        | 1:0        | 0:1           | 1:1                 | 1:2       | 0:2             |                | 3:2             | 3:1          | 4:3           | 1:1                | 0:1           | 1:1              | 3:0              | 1:2      | 1:1       |
| Athletic Bilbao     | 3:1          | 0:2         | 0:3         | 1:0        | 0:1        | 1:1        | 1:1           | 1:2                 | 1:0       | 1:1             | 1:0            |                 | 1:1          | 2:0           | 1:1                | 3:0           | 0:0              | 0:2              | 1:0      | 1:2       |
| RCD Mallorca        | 0:3          | 2:1         | 2:1         | 0:1        | 1:1        | 1:0        | 1:1           | 0:1                 | 1:1       | 2:2             | 3:1            | 0:1             |              | 1:1           | 0:0                | 5:2           | 0:0              | 0:0              | 1:0      | 1:4       |
| Betis Sevilla       | 1:4          | 0:2         | 0:2         | 1:0        | 2:1        | 0:2        | 2:3           | 0:1                 | 1:0       | 1:0             | 0:0            | 1:1             | 2:1          |               | 0:0                | 2:0           | 1:0              | 3:0              | 1:1      | 1:1       |
| Espanyol Barcelona  | 1:2          | 1:0         | 1:3         | 2:4        | 5:0        | 2:0        | 1:2           | 1:2                 | 0:2       | 1:1             | 2:2            | 1:1             | 2:0          | 2:0           |                    | 1:0           | 0:2              | 0:0              | 0:2      | 3:1       |
| Real Sociedad       | 0:2          | 2:2         | 1:2         | 1:2        | 1:2        | 2:2        | 1:3           | 2:0                 | 3:0       | 3:2             | 1:3            | 3:3             | 2:1          | 1:1           | 0:1                |               | 1:0              | 2:1              | 2:0      | 3:0       |
| Racing Santander    | 2:2          | 2:3         | 2:1         | 2:1        | 2:3        | 0:1        | 1:0           | 0:3                 | 1:3       | 0:1             | 0:0            | 0:1             | 0:0          | 1:1           | 1:0                | 2:2           |                  | 1:2              | 0:1      | 1:1       |
| Deportivo Alavés    | 0:0          | 0:3         | 0:1         | 1:2        | 2:1        | 1:0        | 1:1           | 1:0                 | 3:4       | 0:1             | 0:2            | 0:0             | 0:3          | 2:0           | 1:1                | 3:1           | 2:2              |                  | 0:0      | 3:2       |
| FC Cádiz            | 1:3          | 1:2         | 0:1         | 1:3        | 0:4        | 1:1        | 1:1           | 1:1                 | 1:0       | 1:1             | 1:2            | 1:0             | 1:2          | 1:1           | 2:0                | 2:2           | 1:1              | 0:0              |          | 5:0       |
| CD Málaga           | 0:0          | 0:2         | 0:0         | 1:2        | 0:2        | 0:2        | 0:0           | 1:1                 | 1:2       | 0:2             | 0:1            | 2:1             | 0:2          | 5:0           | 1:2                | 3:1           | 2:3              | 0:0              | 0:2      |           |

## Nach der Saison
Internationale Wettbewerbe
- 1. – FC Barcelona – UEFA Champions League
- 2. – Real Madrid – UEFA Champions League
- 3. – FC Valencia – UEFA-Champions-League-Qualifikation
- 4. – CA Osasuna – UEFA-Champions-League-Qualifikation
- Gewinner der Copa del Rey – Espanyol Barcelona – UEFA-Pokal
- 5. – FC Sevilla – UEFA-Pokal
- 6. – Celta Vigo – UEFA-Pokal
- 7. – FC Villarreal – UEFA Intertoto Cup

Absteiger in die Segunda División
- 18. – Deportivo Alavés
- 19. – FC Cádiz
- 20. – FC Málaga

Aufsteiger in die Primera División
- Recreativo Huelva
- Gimnàstic de Tarragona
- UD Levante

## Pichichi-Trophäe
Die Pichichi-Trophäe wird jährlich für den besten Torschützen der Spielzeit vergeben.
| Pl. | Nat.        | Spieler         | Verein          | Tore |
| --- | ----------- | --------------- | --------------- | ---- |
| 1   | Kamerun     | Samuel Eto’o    | FC Barcelona    | 26   |
| 2   | Spanien     | David Villa     | FC Valencia     | 25   |
| 3   | Brasilien   | Ronaldinho      | FC Barcelona    | 17   |
| 4   | Argentinien | Diego Milito    | Real Saragossa  | 15   |
| 5   | Brasilien   | Ronaldo         | Real Madrid     | 14   |
| 6   | Brasilien   | Fernando Baiano | Celta Vigo      | 13   |
|     | Spanien     | Fernando Torres | Atlético Madrid | 13   |

## Zuschauerschnitt
| Stadion                       | Verein          | Zuschauerschnitt |
| ----------------------------- | --------------- | ---------------- |
| Camp Nou                      | FC Barcelona    | 74.105           |
| Estadio Santiago Bernabéu     | Real Madrid     | 72.440           |
| Mestalla-Stadion              | FC Valencia     | 42.684           |
| Vicente-Calderón-Stadion      | Atlético Madrid | 41.974           |
| Estadio Ramón Sánchez Pizjuán | FC Sevilla      | 40.524           |
| Ligaschnitt                   | Ligaschnitt     | 29.598           |

Quelle:

## Die Meistermannschaft des FC Barcelona
| 1.           | FC Barcelona |
| FC Barcelona | - Tor: Víctor Valdés (35/-); Albert Jorquera (3/-) - Abwehr: Carles Puyol (35/1); Oleguer (33/-); Edmílson (28/-); Juliano Belletti (27/-); Sylvinho (26/2); Rafael Márquez (25/-); Rodri (4/-); Javi Martos (1/-); Jesús Olmo (1/-) - Mittelfeld: Andrés Iniesta (33/-); Ludovic Giuly (30/5); Deco (29/3); Mark van Bommel (24/2); Giovanni van Bronckhorst (19/-); Xavi (16/-); Thiago Motta (15/1); Gabri (11/-); Ludovic Sylvestre (2/-); Andrea Orlandi (1/-); Ramón Masó (1/-); Pitu (1/-) - Sturm: Samuel Eto’o (34/26); Ronaldinho (29/17); Henrik Larsson (28/10); Lionel Messi (17/6); Santiago Ezquerro (12/2); Maxi López (6/-); Paco Montañés (1/-) - Trainer: Frank Rijkaard |